# Саллис, Чарльз
Уильям Чарльз Саллис (англ. William Charles Sallis, 27 августа 1934, Итавомба, Миссисипи — 5 февраля 2024, Джэксон) — американский историк и писатель.

## Жизнь и карьера
Саллис родился в Тремонте, штат Миссисипи. Он учился в средней школе Гринвилля и Университете штата Миссисипи, получив степень в области педагогики в 1956 году. Он также учился в Университете Кентукки, где получил степень доктора философии по истории. Он служил в армии США.
Саллис был профессором истории в колледже Миллсапс.
В 1970-х годах Саллис совместно с Джеймсом У. Лоуэном стал соавтором учебника по истории Миссисипи «Миссисипи: конфликт и перемены». Их учебник получил премию Лилиан Смит в 1976 году.
Саллис умер 5 февраля 2024 года в своём доме в Джэксоне, штат Миссисипи, в возрасте 89 лет.